# Blind Joe Reynolds
Blind Joe Reynolds (* 1900 in Arkansas oder 1904 in Tallulah, Louisiana; † 10. März 1968 in Monroe, Louisiana) war ein US-amerikanischer Blues-Gitarrist, Sänger und Songschreiber. Seine Sterbeurkunde gibt an, er sei 1900 in Arkansas geboren, es wird jedoch angenommen, dass er 1904 in Monroe, Louisiana, geboren wurde.
Auch sein Name ist nicht völlig gesichert. Verbreitet ist die Ansicht, er sei als Joe Sheppard geboren worden, doch sein Neffe Henry Millage berichtet, sein Name sei Joe Leonard gewesen.
Neben "Blind Joe" benutzte Reynolds eine Reihe weiterer Pseudonyme, um der Polizei und verschiedenen anderen "Feinden" zu entkommen. Es wird berichtet, dass Reynolds ständig mit dem Gesetz in Konflikt geriet. In seiner Jugend wurde er zweimal inhaftiert.
Reynolds erblindete in der zweiten Hälfte der 1920er nach einem Gewehrschuss in sein Gesicht, wodurch er beide Augen verlor. Dennoch konnte er meisterlich mit einer Pistole umgehen, wobei er sein Ziel per Gehör lokalisierte.
Nach unsteten Jahren wurde der Straßenmusiker und Meister der Slide-Gitarre 1929 von H.C. Speir entdeckt und zu Aufnahmen eingeladen. In zwei Sitzungen spielte er jeweils zwei Stücke ein. Im November des gleichen Jahres nahm Reynolds in Grafton, Wisconsin, vier Titel auf, die von Paramount Records veröffentlicht wurden: Cold Woman Blues, Nehi Blues, Ninety Nine Blues und Outside Woman Blues.
Die nächste Aufnahmesession erfolgte ein Jahr später in Memphis, Tennessee, unter dem Namen "Blind Willie Reynolds" für Victor Records. Die Stücke Married Man Blues und Third Street Woman Blues wurden veröffentlicht, zwei weitere Titel, Goose Hill Woman Blues und Short Dress Blues, gelten als verschollen.
Nach diesen letzten Einspielungen im Jahr 1930 geriet Reynolds in Vergessenheit. Outside Woman Blues wurde 1967 von Cream für ihr Album Disraeli Gears gecovert, wobei als Autor „Arthur Reynolds“ genannt wurde. Reynolds war zu dieser Zeit noch als Straßenmusiker im Süden der USA aktiv.
Blind Joe Reynolds starb 1968 nach einem Schlaganfall an Lungenentzündung.
Die Originalaufnahme von "Ninety Nine Blues" / "Cold Woman Blues" galt lange Zeit als verschollen, bis im Jahr 2001 eine Kopie auf einem Flohmarkt in Tennessee für einen Dollar verkauft wurde. Bei einer Auktion erzielte die Platte 15.000 Dollar. Es ist die einzig bekannte erhaltene Kopie.